# Le HuffPost
Pour les articles homonymes, voir HuffPost.
 (novembre 2024).
Le HuffPost (anciennement intitulé Le Huffington Post) est un site d'actualité français lancé le 23 janvier 2012. En 2022, l'ONG Oxfam France précise que le site français Le HuffPost appartient au milliardaire Xavier Niel.
La ligne éditoriale du HuffPost et de ses contributeurs est généralement classée à gauche en 2011 et 2012,.

## Histoire
Le 10 octobre 2011, le groupe Le Monde annonce avoir signé un accord avec The Huffington Post pour créer une version française du journal américain en ligne cofondé par Arianna Huffington. Le nouveau site, entièrement en français, doit fusionner avec Le Post, site participatif contrôlé par Le Monde,. 
Prévue pour novembre 2011, l'ouverture du site a lieu avec trois mois de retard, le 23 janvier 2012. Il s’agit du premier site non-anglophone du média américain. Anne Sinclair est alors la directrice éditoriale de cette version française ; Paul Ackermann, ancien du Figaro en est le rédacteur en chef. Lors de sa publication l'équipe compte huit journalistes. Il est détenu à 51 % par la maison-mère américaine, à 34 % par Le Monde et à 15 % par Les Nouvelles Éditions indépendantes. Certains journalistes du Monde craignent que l'image de leur journal soit dégradée au cas où le logo du Monde serait utilisé sur le site du Huff Post.  
Le 12 mai 2015, le groupe America Online (AOL), propriétaire du Huffington Post depuis février 2011, est racheté par Verizon pour 3,9 milliards d'euros.
En avril 2017, le média change de design, de logo et de nom et devient le HuffPost.
En mai 2021, Michaël Szadkowski, journaliste au Monde, est nommé directeur de la rédaction en remplacement de Lauren Provost, en partance pour la direction de la rédaction du journal Libération. En janvier 2025, Sara Taleb remplace Michaël Szadkowski à la direction de la rédaction.

## Croissance
Dès le 23 janvier 2012, Le Post s'arrête et la page d'accueil du site redirige vers Le Huffington Post.
Au bout d'un an, l'audience est de 2,5 millions de visiteurs uniques pour le mois de décembre 2012.
En mars 2017, soit cinq ans après sa création, l'audience du site passe le cap des dix millions de visiteurs uniques selon le classement Médiamétrie//NetRatings.
En avril 2017, Le HuffPost est classé dixième dans la catégorie Actu / Information Généraliste de l'ACPM[Quoi ?].

## Contenu
Le HuffPost est un média d’actualité en ligne qui couvre l'ensemble de l'actualité nationale et internationale. 
En 2015, Le HuffPost lance Le HuffPlay. Les vidéos sont simples et courtes. Il peut s'agir d'expliquer des problématiques à travers des séries TV, de mettre en avant des événements marquants ou des contradictions de discours le plus souvent politique, ou encore des vidéos « lifestyle ».                 
En 2017, Le HuffPlay comptabilise chaque mois des millions de vidéos vues[réf. nécessaire].
Les recettes du site ne proviennent que de la publicité. La version française suit l'approche de son modèle américain, le Huffington Post. L'approche éditoriale est critiquée pour son style sensationnaliste et pour l'utilisation de pièges à clics, consistant à s'appuyer sur des éléments sensationnels au détriment de la qualité ou de l'exactitude dans le but d'augmenter la viralité et les revenus publicitaires du site,.

## Controverses

### Sexisme et harcèlement au travail
Un groupe d'environ 15 des 20 journalistes homme que compte la rédaction du Huffington Post fonde une conversation privée exclusivement masculine et hébergée sur la messagerie professionnelle Slack baptisée « RBF » pour « Radio Bière Foot ». Les membres de ce groupe se livrent à des commentaires sexistes, parfois racistes et homophobes, essentiellement sur leurs collègues femmes, tout en divulguant parfois des informations à caractère personnel sur ces dernières. Seuls le chef du service politique, ainsi que les deux directeurs de la rédaction et les deux hommes dont l'homosexualité n'est un secret pour personne, n'y sont jamais conviés. En plus de ce sexisme privé dans un cadre professionnel, se déroulait aussi un sexisme public dont souffraient les femmes. L'affaire est révélée lorsque les victimes découvrent avec effarement l'existence du canal « RBF » sur un ordinateur laissé ouvert par un utilisateur et se solde par le licenciement de trois journalistes mis en cause à la fin 2018,.

## Identités visuelles

Logo de 2012 à 2017.
Logo depuis 2017.